# 10,5 cm leFH18/1(Sf) auf Geschutzwagen IVb
10,5 cm leFH18/1(Sf) auf Geschutzwagen IVb (другое название Pz.Sfl.IVb) — немецкая самоходная артиллерийская установка времён Второй Мировой войны на базе танка PzKpfw IV. Относилась к классу самоходных гаубиц.
САУ была представлена фирмой Krupp. Были продемонстрированы два прототипа, V1 и V2.

## Конструкция
В отличие от модели танка PzKpfw IV, количество нижних опорных катков на одном борту уменьшилось с 8 до 6, а количество верхних — с четырёх до трёх. Направляющие катки были расположены сзади, а ведущие — спереди.
Спереди располагалась трансмиссия САУ. Боевое отделение самоходной гаубицы было расположено в центре, а моторное — сзади.
На корпусе устанавливалась открытая сверху башня, имевшая возможность вращения на 70 градусов. В ней размещалось вооружение танка — 105-миллиметровая гаубица 10.5cm leFH 18/1 (Sf).

## История
Первые два прототипа, V1 и V2, были готовы к началу января 1942 года. Однако контракт на изготовление 10 предсерийных машин (№№ 150631 - 150640) фирма Grusonwerk получила еще в октябре 1941 года. 
| Год  | август | сентябрь | октябрь | ноябрь | декабрь | Всего |
| ---- | ------ | -------- | ------- | ------ | ------- | ----- |
| 1942 | 1      | 3        | 4       | 1      | 1       | 10    |

20 июля 1942 года был подписан контракт со сталелитейным заводом Stahlindustrie GmbH (Мюльхайм-на-Руре), который предусматривал выпуск 200 машин Pz.Sfl.IVb3. Впрочем, уже в ноябре 1942 года его отменили.
В середине осени 1942 года 6 САУ были отправлены в 16-й артиллерийский полк 16-й танковой дивизии. Все они погибли, как и большая часть дивизии, в Сталинградском "котле". Оставшиеся 4 машины использовались в учебных целях.